# طلال مجرشي
طلال مجرشي (بالإنجليزية: َ Talal Majrashi)‏؛ مواليد 10 سبتمبر 1990 في، السعودية، هو لاعب كرة قدم سعودي يلعب حالياً في النادي الفيصلي.

## مسيرة اللاعب
كانت بداياته مع الاتفاق وإنتقل إلى الخليج عام 2012 و إنتقل إلى الفيحاء عام 2017 و أعير إلى نادي الاتفاق مطلع عام 2018 و أعاره إلى نادي أحد في صيف 2018 و أعير إلى نادي العين مطلع عام 2019 و لعب بعدها مع نادي ضمك ونادي القادسية ونادي الترجي ونادي الساحل والنادي هجر والنادي الفيصلي.

## وصلات خارجية
- طلال مجرشي على موقع قاعدة بيانات كرة القدم.إي يو (الإنجليزية)
- طلال مجرشي على موقع Soccerway.com (الإنجليزية)